# Geodena robusta
Geodena robusta är en fjärilsart som beskrevs av George Thomas Bethune-Baker 1911. Geodena robusta ingår i släktet Geodena och familjen mätare. Inga underarter finns listade i Catalogue of Life.